# Spilosoma borneensis
Spilosoma borneensis är en fjärilsart som beskrevs av Rothschild 1910. Spilosoma borneensis ingår i släktet Spilosoma och familjen björnspinnare. Inga underarter finns listade i Catalogue of Life.